# Vindalium
Vindalium is een stad van de Gallische stam der Cavares, gelegen aan de Rhône (circa 10 kilometer ten noordoosten van Avenio). Er wordt vermoed dat de huidige Franse gemeente Bédarrides op de plaats ligt van deze oude Keltische nederzetting.
Nabij deze stad versloeg Gn. Domitius Ahenobarbus in 122 v.Chr. de Gallische troepen van de Arverni en Allobroges.